# Uwe Gospodarek
Uwe Gospodarek est un footballeur allemand né le 6 août 1973 à Straubing en Allemagne. Il évoluait comme gardien de but, et est devenu entraîneur spécifique à ce poste de l'équipe d'Allemagne espoirs.

## Carrière

### Joueur
- 1988-1989  :  Jahn Regensburg
- 1989-1995  :  FC Bayern Munich
- 1995-1998  :  VfL Bochum
- 1998-dec.2001  :  1. FC Kaiserslautern
- jan.2002-2003  :  Jahn Regensburg
- 2003-2007  :  SV Wacker Burghausen
- 2007-2009  :  Borussia Mönchengladbach
- 2010 :   Hanovre 96

### Entraineur
- juil.2009-dec.2009 :  SV Wacker Burghausen (Coach des gardiens)
- 2010-..... :  Allemagne espoirs (Coach des gardiens)

## Palmarès

### Bayern Munich
- 1994 : Champion de Bundesliga